# Do I Wanna Know?
Do I Wanna Know? is de tweede single van het vijfde album AM van de Arctic Monkeys. De single werd op 19 juli 2013 uitgebracht met de bijbehorende videoclip.

## Muziekclip
De muziekclip van "Do I Wanna Know?" is geregisseerd door David Wilson en is een animatie vormgegeven door Blinkink en werd op 18 juni 2013 op YouTube geplaatst. De video is meer dan één miljard keer bekeken en is daarmee hun populairste muziekvideo tot nu toe.
De video begint met een zwarte achtergrond en simpele witte lijnen die de vibratie van de stem van zanger Alex Turner laten zien. Bij het refrein komen er meer stemmen bij en dus daarbij ook meer lijnen, nu gekleurd. Hierna veranderen de lijnen in allerlei vormen waaronder een vrouw en een racewagen.
In juni 2020 behaalde de videoclip van Do I Wanna Know? meer dan 1 miljard views op YouTube.

## NPO Radio 2 Top 2000
| Nummer met noteringen in de NPO Radio 2 Top 2000 | '14  | '15 | '16 | '17 | '18 | '19 | '20 | '21 | '22 | '23 | '24 |
| ------------------------------------------------ | ---- | --- | --- | --- | --- | --- | --- | --- | --- | --- | --- |
| Do I Wanna Know?                                 | 1029 | 196 | 297 | 337 | 285 | 324 | 288 | 258 | 184 | 253 | 283 |

1. ↑  Een vetgedrukt getal geeft de hoogste notering aan.
2. ↑  2014 was het eerste jaar met een notering voor dit nummer.